# Kan Kolmo
Kan Kolmo és un centre social ocupat des del 2009 que es troba al número 41 del carrer del Carme de Girona, al centre de la ciutat. És un dels tres centres socials ocupats més importants de la ciutat, juntament amb Can Rusk i el Casal 4 Rius. L'edifici era antigament una fàbrica de taps de suro que es va tancar a principis dels anys 70. Els propietaris van fer una denúncia penal que preveia el desallotjament dels ocupants més una sanció de 1.500 € per usurpació. Els càrrecs per l'ocupació de l'immoble i ús fraudulent de la xarxa elèctrica es van retirar el 2013, any en què l'advocat defensor Benet Salellas va argumentar que en el moment de l'ocupació l'edifici estava completament abandonat, cosa que invalidava una intervenció penal. L'equipament disposa d'una cafeteria i un rocòdrom a l'interior i d'un taller de bicicletes al local a peu de carrer.